# Teseney
Teseney (arabiska: تسني, tigrinska: ተሰነይ) är en del av en befolkad plats i Eritrea. Den är belägen i regionen Gash-Barkaregionen, i den västra delen av landet, 250 km väster om huvudstaden Asmara. Teseney är beläget 594 meter över havet och antalet invånare är 3 753.
Terrängen runt Teseney är platt åt sydväst, men åt nordost är den kuperad. Runt Teseney är det glesbefolkat, med 14 invånare per kvadratkilometer. Omgivningarna runt Teseney är i huvudsak ett öppet busklandskap.
I trakten råder ett hett ökenklimat. Årsmedeltemperaturen i trakten är 31 °C. Den varmaste månaden är april, då medeltemperaturen är 36 °C, och den kallaste är augusti, med 26 °C. Genomsnittlig årsnederbörd är 468 millimeter. Den regnigaste månaden är augusti, med i genomsnitt 174 mm nederbörd, och den torraste är januari, med 1 mm nederbörd.